# کلچیانو
کلچیانو (به ایتالیایی: Calciano) یک کومونه در ایتالیا است که در استان ماترا واقع شده‌است. کلچیانو ۴۹٫۶۹ کیلومتر مربع مساحت و ۸۱۴ نفر جمعیت دارد و ۴۲۰ متر بالاتر از سطح دریا واقع شده‌است.

## خواهرخوانده
شهر مونتالتو اوفوگو خواهرخواندهٔ کلچیانو هست.